# ブルーズ (バンド)
ブルーズ (英: Broods）は、ニュージーランド、ネルソン出身の兄妹エレクトロ・ポップデュオ。

## 概要
1994年生まれのリードボーカル、ジョージア・ノットと1992年生まれのマルチインストゥルメンタリストのカレブ・ノットの兄妹で2013年に結成されたエレクトロ・ポップデュオ。米国や英国などでツアーを行っている。